# Franciszek Waniołka

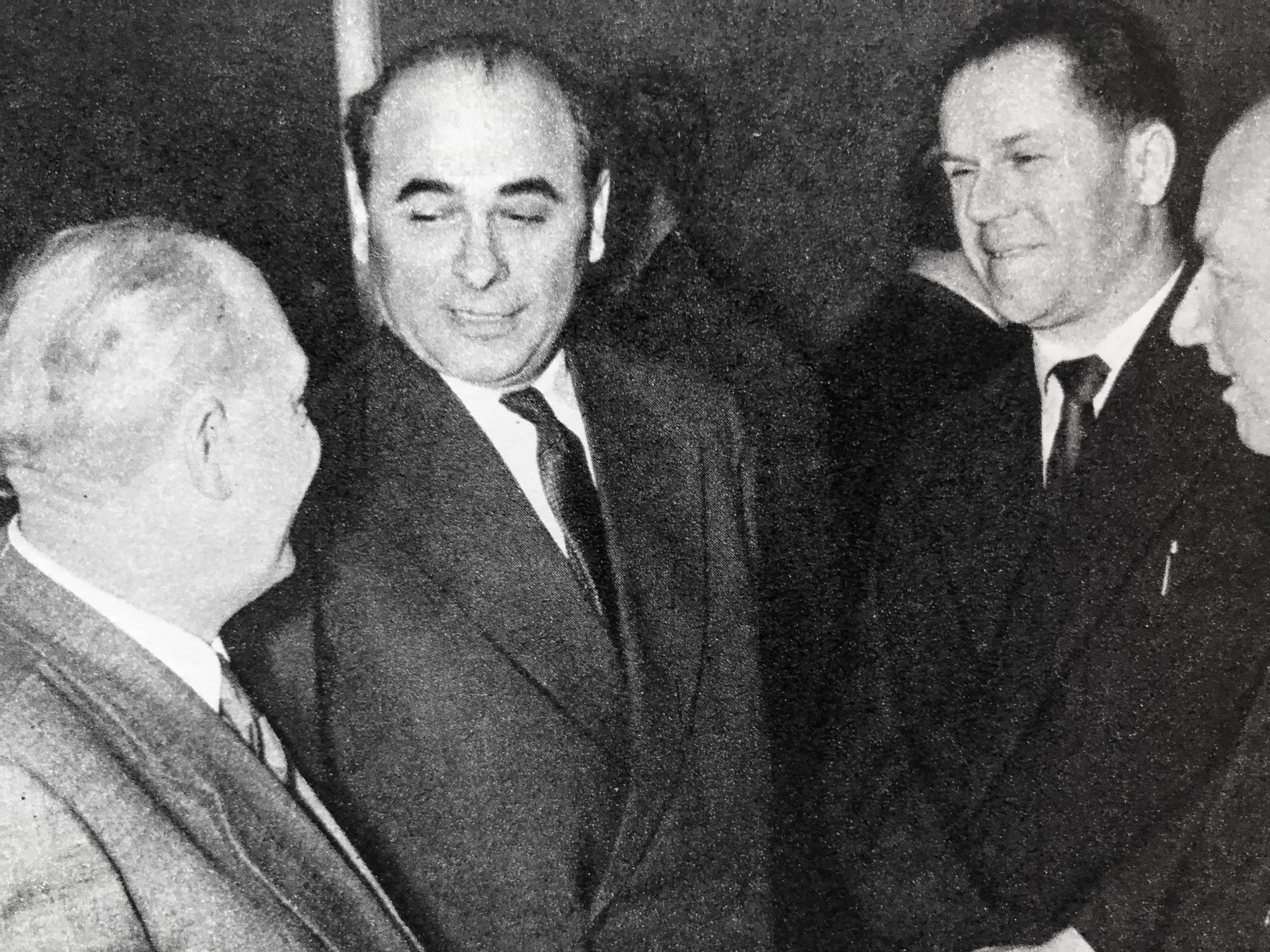
Franciszek Waniołka (z lewej) i Franciszek Szlachcic w kuluarach III Zjazdu PZPR, 1959

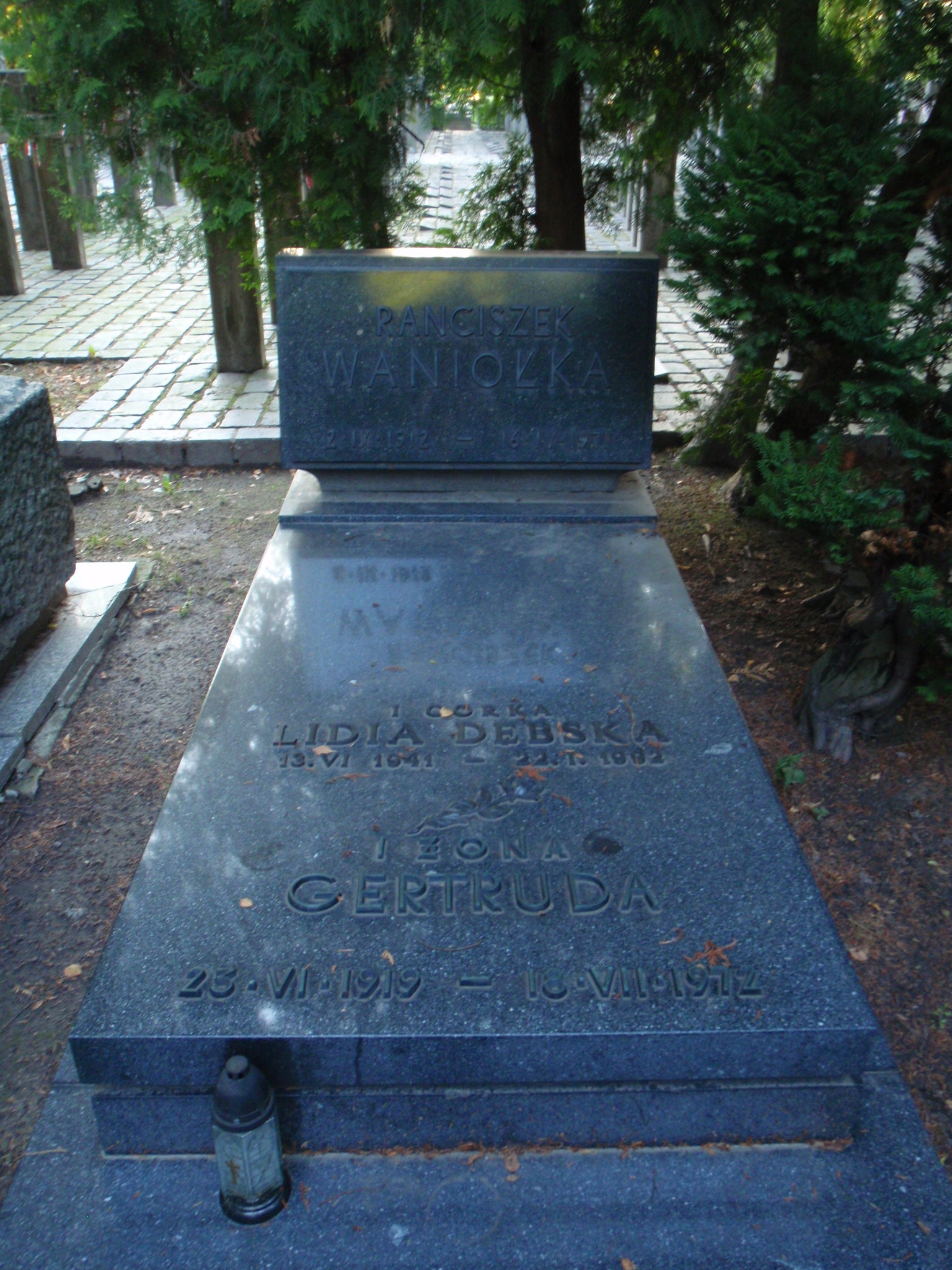
Grób Franciszka Waniołki na Cmentarzu Wojskowym na Powązkach w Warszawie

Franciszek Waniołka (ur. 2 września 1912 w Cieszynie, zm. 16 kwietnia 1971 w Warszawie) – polski inżynier technolog i polityk, poseł na Sejm PRL I, II, III, IV i V kadencji. Minister górnictwa węglowego (1956–1957), minister energetyki (1957), minister górnictwa i energetyki (1957–1959) oraz minister przemysłu ciężkiego (1959–1962), członek Biura Politycznego KC PZPR (1964–1968), wiceprezes Rady Ministrów (1962–1968).

## Życiorys
Syn Józefa i Marii. W II Rzeczypospolitej pracował jako ślusarz, w czasie II wojny światowej wywieziony na roboty przymusowe w Niemczech. W 1942 został członkiem Armii Ludowej. W 1951 ukończył studia na Politechnice Śląskiej.
Należał do Komunistycznej Partii Polski, od 1933 do 1938 do Komunistycznej Partii Czechosłowacji, a następnie od 1945 do Polskiej Partii Robotniczej, z którą w 1948 przystąpił do Polskiej Zjednoczonej Partii Robotniczej. Był sekretarzem (1946–1948) i kierownikiem wydziału ekonomicznego komitetu wojewódzkiego PPR w Krakowie (1948). Instruktor wydziału przemysłu KW PPR w Katowicach (1946–1948) oraz sekretarz ds. ekonomicznych katowickiego KW PZPR (1949–1952). Instruktor wydziału ekonomicznego Komitetu Centralnego PZPR (1948–1949), w latach 1959–1971 członek KC, od 1964 do 1968 członek Biura Politycznego KC PZPR.
W latach 1952–1954 prezes Centralnego Urzędu Gospodarki Materiałowej oraz zastępca przewodniczącego Państwowej Komisji Planowania Gospodarczego. Następnie podsekretarz stanu w Ministerstwie Górnictwa i Ministerstwie Górnictwa Węglowego. Od 1956 do 1957 minister tego resortu, w 1957 minister energetyki, od 1957 do 1959 minister górnictwa węglowego, do 1962 minister przemysłu ciężkiego, a od 1962 do 1968 wiceprezes Rady Ministrów.
Pełnił mandat poselski na Sejm PRL I, II, III, IV i V kadencji.
Żonaty z Gertrudą (1919–1972), miał syna Jerzego i córkę Lidię. Został pochowany na Cmentarzu Wojskowym na Powązkach w Warszawie (kw. A 28 rz. Tuje m. 14).

## Odznaczenia
- Order Sztandaru Pracy I klasy (dwukrotnie: 1959[2] i 1964[3])
- Order Odrodzenia Polski III klasy
- Złoty Krzyż Zasługi[4]
- Odznaka 1000-lecia Państwa Polskiego (1966)[5]
- Odznaka „Za Zasługi dla Kielecczyzny” (1967)[6]
- Honorowa odznaka „Zasłużonym – Celma” (od zakładu Celma Cieszyn, 1970)[7]
- Tytuł „Honorowego Górnika Kopalni Węgla Kamiennego Zabrze” (1959)[8]
- Order Czerwonego Sztandaru Pracy (1967)[9]